# DuckDuckGo
DuckDuckGo (сокр. DDG) — американская компания-разработчик программного обеспечения, предлагающая ряд продуктов, призванных помочь людям защитить свою приватность в Интернете.
Флагманским продуктом компании является поисковая система, придающая особое значение обеспечению конфиденциальности пользователей и отказу от «пузыря фильтров» персонализированных результатов поиска. DuckDuckGo также уделяет особое внимание выдаче наилучших результатов, а не наибольшего их количества, и генерирует результаты, используя более 400 источников, включая ключевые краудсорсинговые сайты, такие как Википедия, а также другие поисковые системы, среди которых Bing, Yahoo! и Yummly.
Среди других продуктов компании есть расширения для всех основных браузеров и специальный веб-браузер DuckDuckGo.
DuckDuckGo — это частная компания со штаб-квартирой в Паоли, штат Пенсильвания, и по состоянию на ноябрь 2022 года в ней около 200 сотрудников. Название компании происходит от детской игры «утка, утка, гусь» (англ. duck, duck, goose).

## Особенности
DuckDuckGo не использует «пузырь фильтров», как это делает большинство поисковых систем, таких как Google, Bing, Яндекс и т. д. Использование «пузыря фильтров» означает, что поисковая система показывает только те новости и результаты поиска, которые эта поисковая система посчитает интересными и необходимыми лично данному пользователю, не всегда спрашивая его об этом. Вся остальная информация попросту не будет выведена. Поиск, произведённый одновременно на одном и том же поисковом сервере с двух разных, но находящихся рядом компьютеров, выдаст по одному и тому же поисковому запросу разный результат. Отказ DuckDuckGo от использования «пузыря фильтров» даёт возможность любому пользователю вырваться из этой информационной ловушки и получать всю информацию, имеющуюся у поисковой системы.
DuckDuckGo по умолчанию использует работу между клиентом и сервером по протоколу HTTPS с использованием алгоритма шифрования AES и ключом длиной 128 бит. DuckDuckGo также поддерживает технологию OpenSearch и легко добавляется в список поисковых систем в браузере, а также поддерживает синтаксис запросов !Bang.
Поисковая система написана на Perl, работает на веб-сервере Nginx, под операционной системой FreeBSD, используя базу данных PostgreSQL, кэш Memcached и Solr.
DuckDuckGo создан прежде всего на поисковых API нескольких крупных производителей (таких как Yahoo! Search BOSS). В силу этой особенности TechCrunch характеризует данный сервис как «гибридную» поисковую систему. В то же время DuckDuckGo создаёт своё собственное содержание страниц и становится похожим на такие сайты, как Mahalo, Kosmix и SearchMe.

## История
DuckDuckGo был основан Гэбриелом Вайнбергом, предпринимателем, предыдущим проектом которого была социальная сеть — «The Names Database», приобретенная затем компанией United Online в 2006 году за 10 миллионов долларов США. Гэбриел Вайнберг имеет степени бакалавра в области физики и магистра в области технологий и политики, окончил Массачусетский технологический институт. Проект DuckDuckGo изначально самостоятельно финансировал Гэбриел Вайнберг, сейчас же он существует за счёт небольшой рекламы.
Название поисковой системы было выбрано довольно глупо, отмечал Гэбриел. Он заметил: «На самом деле в один прекрасный день оно возникло у меня в голове, и оно мне просто понравилось. Конечно, на это повлияла детская игра под названием „Duck Duck Goose“, в которую все мы играли в детстве. Кроме этой игры, название больше ни с чем не связано».
Точная официальная статистика трафика публиковалась до конца 2022 года, прекращение публикации статистики было вызвано стечением обстоятельств, среди которых — взлет посещаемости во время пандемии COVID-19 и последующее ее падение до прежнего уровня, что вводило пользователей в заблуждение. В 2011 году количество посещений составляло порядка 200 000 в день. Другие источники, включая Compete.com, оценивали посещаемость в марте 2011 года в 191 904 посещения. 12 апреля 2011 года Alexa сообщила, что за 3 месяца посещаемость выросла на 51 %.
В декабре 2008 года DuckDuckGo был представлен на TechCrunch как часть Elevator Pitch Friday, где стал финалистом в конкурсе BOSS Mashable Challenge, организованном при участии Yahoo!
В июле 2010 года Вайнберг запустил сайт сообщества DuckDuckGo, где сообщество может сообщать о проблемах, обсуждать распространение, возможности и открытые исходные коды поисковой системы.
В октябре 2011 года компания Union Square Ventures инвестировала в DuckDuckGo. Брэд Бернхэм, партнёр Union Square, заявил: «Мы инвестировали в DuckDuckGo, потому что убедились, что это не только возможность изменить конкуренцию в поисковых системах, — это насущная потребность».
В ноябре 2011 года Linux Mint подписал эксклюзивный контракт с DuckDuckGo. Начиная с Linux Mint 12, DuckDuckGo является поисковой системой по умолчанию. Является также поисковой системой по умолчанию в Tor Browser.
1 марта 2022 года, в ответ на российское вторжение в Украину, DuckDuckGo приостановил своё партнерство с Яндексом. 9 марта 2022 года Вайнберг сообщил в твиттере, что DuckDuckGo понизит рейтинг сайтов, связанных с российской дезинформацией. Пользователи сети раскритиковали этот шаг как цензуру и нарушение приверженности поисковой системы «беспристрастному поиску». Официальные лица DuckDuckGo ответили: «Основная полезность поисковой системы (DuckDuckGo) заключается в предоставлении доступа к точной информации. Сайты c дезинформацией, которые намеренно размещают ложную информацию, чтобы ввести людей в заблуждение — напрямую препятствуют этой идее».

## Возможности
Результаты поиска DuckDuckGo являются объединёнными из многих источников, включая Yahoo! Search BOSS, Википедию, Wolfram Alpha и собственного поискового робота.
DuckDuckGo позиционирует себя как поисковую систему, которая ставит на первое место конфиденциальность пользовательской информации. Она не хранит IP-адреса, не ведёт лог пользовательской информации и использует куки, только когда это необходимо. Вайнберг заявлял: «DuckDuckGo не собирает и не делится личной информацией пользователей. Это наша политика конфиденциальности».
В 2011 году DuckDuckGo представил голосовой поиск для пользователей Google Chrome в виде расширения Voice Search.
Имеет сервис в анонимной сети Tor.

### Скрытые функции и возможности
- IP, URL, DNS и проверка почтовых адресов.
- Запрос «ip» выводит в верхней строке ip-адрес, местоположение и почтовый индекс пользователя.
- Запрос «validate (адрес электронной почты)» проверяет валидность электронной почты.
- Запрос «shorten (ссылка)» сокращает URL; «expand (ссылка)» — развёртывает обратно.
- Запрос «qr (текст)» генерирует QR-коды.
- Запрос «random passphrase» генерирует кодовые фразы (обычно состоят из четырёх слов).
- Запрос «base64 encode (текст)>» кодирует данные с помощью алгоритма Base64, запрос «base64 decode (текст)» — декодирует.
- Запрос «hash (текст)» хеширует текст (вместо hash нужно выбрать одну из следующих хеш-функций: MD5, SHA-1, SHA-2, SHA-3).
- DuckDuckGo имеет встроенный календарь. Запрос: «calendar»; таймер, запрос: «countdown»; секундомер: «stopwatch»; калькулятор «calc».

## Критика
Руководство DuckDuckGo сообщило, что в число их партнеров входит российская компания Яндекс. На сайте сервиса указано, что Яндекс — один из источников данных и отвечает на значительную часть запросов, заданных пользователями DuckDuckGo, предоставляя этому поисковику доступ к своей базе проиндексированных сайтов по XML. Помимо обычной поисковой выдачи, Яндекс предоставляет результаты поиска по картинкам и видео. При этом, обвинения Яндекса в том, что он передает информацию российским спецслужбам, так и не были полностью опровергнуты, например, 27 апреля 2020 года Яндекс по запросу «Навальный» стал выделять только негативные публикации о политике, потом эта особенность была убрана, а руководство Яндекса назвало это временным экспериментом, а в феврале 2021 года произошла утечка почти 5 тысяч адресов электронной почты. В 2022 году DuckDuckGo приостановил сотрудничество с Яндексом в связи с вторжением России на Украину.
Некоторые пользователи критиковали DuckDuckGo за снижение в результатах поиска сайтов с российской дезинформацией в связи с вторжением России на Украину.
В мае 2022 года выяснилось, что DuckDuckGo не блокирует рекламные трекеры компании Microsoft. Исполнительный директор DuckDuckGo это подтвердил и объяснил соглашением между компаниями. В августе того же года представители DuckDuckGo пообещали всё же начать блокировать эти трекеры.

## Восприятие общественностью
В июне 2011 года Гарри Маккракен опубликовал в журнале Time весьма позитивную статью о DuckDuckGo, сравнив его со своим любимым рестораном гамбургеров, «In-N-Out Burger». «В этом чувствуется ранний Google, с крайне простой домашней страницей. Так же, как и „In-N-Out“, у которых нет латте или азиатских салатов, нет мороженого и омлета, DuckDuckGo не пытается создавать новости или блоги, книги или изображения. Там нет автозаполнения или мгновенного результата поиска. Предлагается просто базовый веб-поиск, главным образом „десять синих ссылок“ — все ещё реально полезный подход независимо от того, что говорят его критики. Что же касается качества, то я не говорю, будто Вайнберг придумал способ получать более точные результаты, чем у мощной поисковой команды Google. Но DuckDuckGo действительно очень хорошо ищет информацию…».
Том Холверда также подготовил статью о DuckDuckGo для OSNews в июне 2011 года, в которой высоко оценил конфиденциальность поиска. Он заявил: «…Какие причины могли бы заставить попробовать DuckDuckGo? Важная причина в том, что DuckDuckGo действительно не следит за вами, и вы получаете настоящую конфиденциальность, когда ищете что-либо в интернете. Google отслеживает и запоминает практически всё, чтобы показывать вам целевую рекламу. У меня нет проблем с рекламой, однако я боюсь, что не смогу защитить себя, так как правительству нет нужды подавать в суд, чтобы получить всю эту информацию. Также кто-либо ещё может завладеть ею. Но самая главная причина — это то, что DuckDuckGo не использует технологию „пузыря фильтров“, и это даёт возможность получать полную информацию по вашему запросу и только вам решать, какой информацией пользоваться».
В январе 2012 года, когда компания Google объявила, что она объединит данные пользователей всех своих сервисов, число поисковых запросов к DuckDuckGo утроилось за три месяца.
6 июня 2013 года, сразу после обнародования информации о системе PRISM, использование DuckDuckGo возросло почти в два раза. Если в начале июня 2013 года поисковик обрабатывал около 1,7 миллиона запросов ежедневно, то на протяжении двух недель после опубликования сведений о PRISM число ежедневных запросов на DuckDuckGo превысило 3 миллиона, как заявил Вайнберг газете «Гардиан». В январе 2014 года поисковик перевалил за отметку в 4 миллиона обращений в день (более 126 миллионов в месяц). В июне 2015 года Вайнберг сообщил о 3 млрд поисковых запросов в годовом выражении. В январе 2021 года DuckDuckGo преодолел планку в 100 миллионов ежедневных поисковых запросов. А за весь 2020-й, по данным компании, на их сайте было выполнено более 24 миллиардов поисковых запросов.